# مصطفى تومي
مصطفى تومي (14 جويلية 1937م-3 أفريل 2013م) (بخط التيفيناغ: ⵎⴻⵚⵟⴰⴼⴰ ⵜⵓⵎⵉ) هو وكاتب أغاني وموسيقي وشاعر ورسام جزائري.

## النشأة
ينحدر مصطفى تومي من عائلة أمازيغية زواوية انتقلت من منطقة برج منايل للسكن في قصبة الجزائر
وكانت ولادته في يوم الأربعاء 14 جويلية 1937م الموافق ليوم 6 جمادى الأولى 1356هـ داخل مدينة الجزائر في فترة نشاط سياسي وثقافي كبير كانت تؤديه الحركة الوطنية الجزائرية.

## فرقة الوردة البيضاء
أسس مصطفى تومي في نهاية عقد 1940م مع بعض من أصدقائه فرقة موسيقية سماها «فرقة الوردة البيضاء».
وكان من بين أعضائها مصطفى سحنون ومصطفى كاتب وبوعلام رايس وسيد علي كويرات.

## الفرقة الفنية لجبهة التحرير الوطني
شارك مصطفى تومي خلال عام 1958م في تأسيس الفرقة الفنية لجبهة التحرير الوطني التي قررت جبهة التحرير الوطني الجزائري إنشاءها في تونس بالتوازي مع إنشاء فريق جبهة التحرير الوطني لكرة القدم.
ذلك أن المجاهدة «بهية فرح» قامت في فرنسا بإعادة تشكيل الفرقة الموسيقية المغاربية بعد أن تشتت أعضاؤها خلال سنة 1955م عقب اندلاع حرب التحرير الجزائرية لتصير بذلك قائدة فرقة موسيقية.
وتم ذلك من خلال تأسيس أوركسترا خاصة بها عبر تشكيل فرقة موسيقية أخرى تضم 24 فردا أين تكفلت بمسؤولية الإشراف عليها.
فواصلت «بهية فرح» مع فرقتها أداء الأغاني التي تُعْنَى بمواضيع الهجرة والغربة والعودة ومشاكل المهاجرين وعائلاتهم.
كما وضعت هذه الأوركسترا الخاصة بها في متناول المغنين الذين كانوا ينظمون حفلات من أجل تحسيس الجالية الجزائرية في فرنسا بضرورة الالتحاق بالثورة التحريرية الجزائرية.
وكان يرأس الفنان عبد الرحمان عزيز هذه المجموعة المعاد تشكيلها من المغنيات سلوى وحنيفة وموزة وخدوجة.
وكانت هذه الأوركسترا تنسق مع «الفرقة الفنية لجبهة التحرير الوطني» تحت إشراف "فدرالية جبهة التحرير الوطني في فرنسا".
فالتحق مصطفى تومي بهذه المجموعة من الفنانين لخدمة القضية الاستقلالية الجزائرية.

### فيديوهات
- وقفة عن حياة الفنان مصطفى تومي على يوتيوب
- الفرقة الفنية لجبهة التحرير الوطني على يوتيوب

## روابط خارجية
- مصطفى تومي على موقع IMDb (الإنجليزية)
- مصطفى تومي على موقع قاعدة بيانات الأفلام السويدية (السويدية)